# Reaching Hypercritical
Reaching Hypercritical è il quinto album in studio del gruppo musicale statunitense Palisades, pubblicato nel 2022.

## Tracce
1. My Consequences – 2:59
2. Reaching Hypercritical – 3:22
3. Invincible (Die Down) – 3:59
4. Your Misery – 3:53
5. Without You – 3:16
6. Better – 3:19
7. Fray – 4:10
8. Sick of the Attitude – 3:30
9. Fade Away – 3:15
10. Sober – 3:05
11. Closer – 3:39

## Formazione
- Brandon Elgar – basso, voce
- Xavier Adames – chitarra, cori
- Matthew Marshall – chitarra
- Aaron Rosa – batteria, percussioni